# Eurovision Song Contest 2020
L'Eurovision Song Contest 2020 avrebbe dovuto essere la 65ª edizione dell'annuale concorso canoro; la manifestazione si sarebbe dovuta svolgere presso il Rotterdam Ahoy di Rotterdam, nei Paesi Bassi, in seguito alla vittoria di Duncan Laurence nell'edizione precedente, il 12, 14 e 16 maggio 2020.
Il 18 marzo 2020, l'UER ha annunciato la cancellazione dell'evento a causa della pandemia di COVID-19. La manifestazione è stata poi riorganizzata nel 2021 ed è stata nuovamente ospitata dalla città di Rotterdam.
In seguito a questa cancellazione senza precedenti, l'UER ha voluto sostituire l'evento con una serata speciale legata alla manifestazione, dal titolo Eurovision: Europe Shine a Light; che è stata trasmessa il 16 maggio 2020, giorno in cui era prevista la messa in onda della serata finale.

## Organizzazione
In seguito alla vittoria di Duncan Laurence con Arcade, la sessantacinquesima edizione avrebbe dovuto essere ospitata dai Paesi Bassi e, secondo quanto annunciato, l'organizzazione e la produzione dell'evento sarebbero spettati a tre aziende radiotelevisive olandesi: AVROTROS, NPO e NOS.
I partner ufficiali di quest'edizione sarebbero stati l'azienda di prodotti cosmetici israeliana Moroccanoil e la società olandese di telecomunicazioni Koninklijke KPN.

### Produzione e presentazione
Il 2 dicembre 2019 era stato annunciato l'affidamento della scenografia, per il quarto anno consecutivo, a Florian Weider presentando inoltre le immagini del concept art del palco, che avrebbe dovuto essere "piatto, minimalistico e moderno".

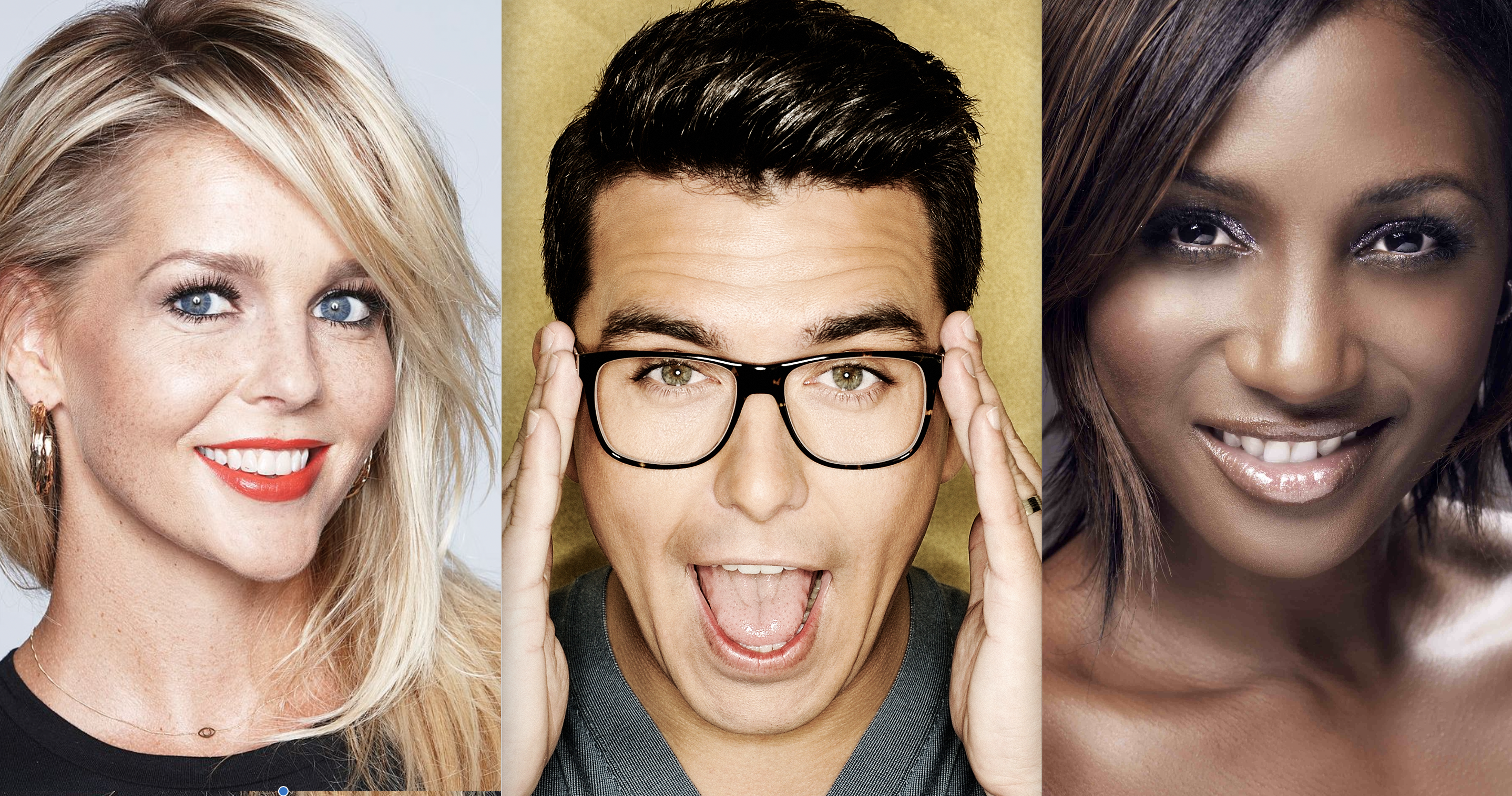
I presentatori che erano stati designati per questa edizione: Chantal Janzen, Jan Smit ed Edsilia Rombley

Il 5 luglio 2019 erano stati annunciati i due produttori esecutivi dell'evento, Sietse Bakker (supervisore esecutivo dello Junior Eurovision Song Contest dal 2011 al 2012) e Inge van de Weerd (capo-delegazione dei Paesi Bassi all'Eurovision Song Contest dal 2007 al 2009), e i due vice produttori esecutivi dell'evento: Emilie Sickinghe (capo-delegazione dei Paesi Bassi all'Eurovision Song Contest dal 2010) e Jessica Stam.
I direttori esecutivi di quest'edizione, resi noti il 27 agosto, sarebbero stati Marnix Kaart e Marc Pos.
Chantal Janzen, Edsilia Rombley e Jan Smit, come annunciato il 4 dicembre 2019, sarebbero stati i presentatori dell'evento, mentre la youtuber olandese Nikkie de Jager avrebbe curato i contenuti web e sarebbe stata presente sul tappeto rosso durante la cerimonia d’apertura e sul palco nelle due semifinali e nella finale dell’evento dal vivo.
Dal 24 febbraio 2020 erano noti i nomi di Roos Moggré e Andrew Makkinga come moderatori delle conferenze stampa.

### Logo e slogan
Il 24 ottobre 2019 l'UER aveva annunciato lo slogan ufficiale dell'evento: Open Up (Apritevi), mentre il 28 novembre ne era stato presentato il logo: un disco che rappresentava, in ordine di esordio, i paesi partecipanti all'Eurovision Song Contest in chiave astratta, disegnato dall'agenzia CLEVER°FRANKE. La forma circolare del logo era stata ispirata da quelli disegnati per le edizioni del 1970, del 1976 e del 1980 da Frans Schupp.

### Scelta della sede
All'indomani della vittoria olandese in Israele, le emittenti televisive avevano confermato che l'edizione 2020 si sarebbe tenuta nei Paesi Bassi, annunciando la candidatura di tredici città a sede dell'evento: L'Aia (Cars Jeans Stadion, Malieveld), Amsterdam (Amsterdam RAI, Ziggo Dome, Johan Cruijff Arena), Arnhem (GelreDome), Breda (Breepark), Enschede (Aeroporto Twente), Groninga, Leeuwarden (WTC Expo), Maastricht (MECC), Rotterdam (Rotterdam Ahoy), 's-Hertogenbosch (Brabanthallen), Tilburg, Utrecht (Jaarbeurs) e Zwolle (IJsselhallen).
Le prime città ad annunciare la mancanza di interesse erano state Groninga (in seguito a una consultazione in consiglio comunale), Tilburg (che ha invece appoggiato la candidatura collettiva di Breda e 's-Hertogenbosch per la provincia del Brabante Settentrionale), Zwolle ed Enschede (per la mancanza di una sede adatta).
Il 18 giugno la città di Leeuwarden aveva ritirato la propria candidatura, in quanto il WTC Expo non rispettava i criteri imposti dalle emittenti. Successivamente si erano ritirate anche L'Aia (che avrebbe appoggiato la candidatura di Rotterdam in assenza di una sede adatta), Breda (che si era quindi unita alla candidatura collettiva di 's-Hertogenbosch) e Amsterdam (per la mancanza di sedi adatte che rispettassero i criteri di disponibilità).
Il 16 luglio, l'UER aveva comunicato che la scelta era stata ristretta ulteriormente alle città di Rotterdam e Maastricht, che rispettavano tutte le necessità del concorso, eliminando quindi Arnhem, 's-Hertogenbosch e Utrecht.
Il 30 agosto 2019 era stata annunciata Rotterdam e il Rotterdam Ahoy rispettivamente come città e sede ospitante dell'Eurovision 2020. Inoltre erano state rese note le date per l'evento: martedì 12 e giovedì 14 maggio 2020 per le due semifinali, mentre la finale si sarebbe tenuta sabato 16 maggio 2020.

#### Articolazione del processo
Il processo di selezione della scelta si era articolato nel seguente modo:
- le città interessate avevano preso visione dei criteri fondamentali per ospitare la manifestazione;
- alle stesse città erano state poi concesse quattro settimane per preparare i propri piani e progetti per ospitare l'evento;
- nel mese di luglio le emittenti avevano potuto visitare le città che avessero confermato la candidatura;
- per la metà di luglio i progetti preparati erano stati inviati all'Unione europea di radiodiffusione che aveva così decretato, di concerto con le emittenti organizzatrici ed entro il mese di agosto, la città ospitante.

#### Criteri fondamentali
Le sedi e le città candidate dovevano rispettare i seguenti criteri:
- la sede doveva disporre di una copertura, anche provvisoria;
- la sede doveva avere una capacità minima di 10 000 spettatori;
- la sede doveva essere disponibile per almeno 5-7 settimane prima dell'evento;
- la città doveva avere a disposizione almeno 2 000-3 000 camere d'albergo per accogliere gli spettatori.

| Città            | Sede           | Capacità | Note |
| ---------------- | -------------- | -------- | --- |
| Arnhem           | GelreDome      | 34 000   | Candidatura condivisa con la vicina città di Nimega e la regione della Veluwe |
| 's-Hertogenbosch | Brabanthallen  | 11 000   | Candidatura condivisa con la città di Breda e la provincia del Brabante Settentrionale |
| Maastricht       | MECC           | 12 000   | Candidatura supportata dalla provincia del Limburgo |
| Rotterdam        | Rotterdam Ahoy | 12 000   | Candidatura supportata da L'Aia e da Dordrecht, oltre che dalla provincia dell'Olanda Meridionale; ha ospitato il Junior Eurovision Song Contest 2007 e due edizioni degli MTV Europe Music Awards (1997 e 2016) |
| Utrecht          | Jaarbeurs      | 11 000   | — |

## Stati partecipanti
Stati che avevano partecipato ad edizioni precedenti
     Stati che avevano selezionato il partecipante dell'edizione 2020

Stati che avevano partecipato ad edizioni precedenti
Stati che avevano selezionato il partecipante dell'edizione 2020

Il 13 novembre 2019 era stata ufficializzata la lista definitiva degli Stati partecipanti a questa edizione, che ne prevedeva 41, come nell'edizione precedente, mentre il 12 marzo 2020 si era completata la lista di brani e artisti partecipanti.
| Stato                       | Artista            | Brano                       | Lingua            | Processo di selezione | Note |
| --------------------------- | ------------------ | --------------------------- | ----------------- | --- | --- |
| Albania                     | Arilena Ara        | Fall from the Sky           | Inglese           | Festivali i Këngës 58, 22 dicembre 2019                                                                                                  | La selezione nazionale è stata vinta con Shaj, la versione albanese del brano. Il brano è una versione modificata rispetto a quello che ha vinto la selezione nazionale. |
| Armenia                     | Athīna Manoukian   | Chains on You               | Inglese           | Depi Evratesil 2020, 15 febbraio 2020 | Il brano è una versione modificata rispetto a quello che ha vinto la selezione nazionale.                                                                                |
| Australia                   | Montaigne          | Don't Break Me              | Inglese           | Eurovision - Australia Decides 2020, 8 febbraio 2020                                                                                     | In caso di vittoria dell'Australia la SBS avrebbe prodotto l'evento in Europa assieme a un altro membro dell'UER.                                                        |
| Austria                     | Vincent Bueno      | Alive                       | Inglese           | Interno; cantante e brano annunciati il 12 dicembre 2019, brano presentato il 5 marzo 2020                                               | |
| Azerbaigian                 | Efendi             | Cleopatra                   | Inglese           | Interno; cantante annunciata il 28 febbraio 2020, brano presentato il 10 marzo 2020                                                      | Il brano contiene alcune parole in giapponese. |
| Belgio                      | Hooverphonic       | Release Me                  | Inglese           | Interno; gruppo annunciato il 1º ottobre 2019, brano annunciato e presentato il 17 febbraio 2020                                         | |
| Bielorussia                 | VAL                | Da vidna                    | Bielorusso        | Nacional'nyj otbor 2020, 28 febbraio 2020                                                                                                | |
| Bulgaria                    | Victoria           | Tears Getting Sober         | Inglese           | Interno; cantante annunciata il 25 novembre 2019, brano annunciato il 4 marzo 2020 e presentato il 7 marzo 2020                          | |
| Cipro                       | Sandro Nicolas     | Running                     | Inglese           | Interno; cantante annunciato il 28 novembre 2019, brano annunciato l'11 febbraio 2020 e presentato il 6 marzo 2020                       | |
| Croazia                     | Damir Kedžo        | Divlji vjetre               | Croato            | Dora 2020, 29 febbraio 2020 | Il brano è una versione modificata rispetto a quello che ha vinto la selezione nazionale.                                                                                |
| Danimarca                   | Ben & Tan          | Yes                         | Inglese           | Dansk Melodi Grand Prix 2020, 7 marzo 2020                                                                                               | |
| Estonia                     | Uku Suviste        | What Love Is                | Inglese           | Eesti Laul 2020, 29 febbraio 2020 | |
| Finlandia                   | Aksel Kankaanranta | Looking Back                | Inglese           | UMK 2020, 7 marzo 2020 | |
| Francia                     | Tom Leeb           | Mon alliée (The Best in Me) | Francese, inglese | Interno; cantante annunciato il 14 gennaio 2020, brano annunciato e presentato il 16 febbraio 2020                                       | Il brano è una versione modificata rispetto a quello selezionato internamente.                                                                                           |
| Georgia                     | Tornik'e Kipiani   | Take Me as I Am             | Inglese           | Georgian Idol 2, 31 dicembre 2019 per l'artista, scelta interna per il brano, annunciato il 30 gennaio 2020 e presentato il 4 marzo 2020 | Il brano contiene alcune parole in francese, italiano, spagnolo e tedesco.                                                                                               |
| Germania                    | Ben Dolic          | Violent Thing               | Inglese           | Interno; cantante e brano annunciati e presentati il 27 febbraio 2020                                                                    | Il brano è una versione modificata rispetto a quello selezionato internamente.                                                                                           |
| Grecia                      | Stefania           | Superg!rl                   | Inglese           | Interno; cantante e brano annunciati il 3 febbraio 2020, brano presentato il 1º marzo 2020                                               | |
| Irlanda                     | Lesley Roy         | Story of My Life            | Inglese           | Interno; cantante e brano annunciati e presentati il 5 marzo 2020                                                                        | |
| Islanda                     | Daði & Gagnamagnið | Think About Things          | Inglese           | Söngvakeppnin 2020, 29 febbraio 2020 | |
| Israele                     | Eden Alene         | Feker libi                  | Inglese, amarico  | HaKokhav HaBa 2020 per l'artista il 4 febbraio 2020, HaShir HaBa per il brano il 3 marzo 2020                                            | Il brano contiene alcune parole in ebraico ed arabo. Il brano è una versione modificata rispetto a quello che ha vinto la selezione nazionale.                           |
| Italia                      | Diodato            | Fai rumore                  | Italiano          | Festival di Sanremo 2020, 8 febbraio 2020                                                                                                | Il brano è una versione modificata rispetto a quello che ha vinto la selezione nazionale.                                                                                |
| Lettonia                    | Samanta Tīna       | Still Breathing             | Inglese           | Supernova 2020, 8 febbraio 2020 | |
| Lituania                    | The Roop           | On Fire                     | Inglese           | Pabandom iš naujo! 2020, 15 febbraio 2020                                                                                                | |
| Macedonia del Nord          | Vasil              | You                         | Inglese           | Interno; cantante annunciato il 15 gennaio 2020, brano annunciato il 14 febbraio 2020 e presentato l'8 marzo 2020                        | |
| Malta                       | Destiny            | All of My Love              | Inglese           | X Factor Malta 2, 8 febbraio 2020 per l'artista, brano presentato il 9 marzo 2020                                                        | |
| Moldavia                    | Natalia Gordienko  | Prison                      | Inglese           | O melodie pentru Europa 2020, 29 febbraio 2020                                                                                           | |
| Norvegia                    | Ulrikke            | Attention                   | Inglese           | Melodi Grand Prix 2020, 15 febbraio 2020                                                                                                 | |
| Paesi Bassi (organizzatore) | Jeangu Macrooy     | Grow                        | Inglese           | Interno; cantante annunciato il 10 gennaio 2020, brano annunciato e presentato il 4 marzo 2020                                           | |
| Polonia                     | Alicja             | Empires                     | Inglese           | Szansa na sukces - Eurowizja 2020, 23 febbraio 2020                                                                                      | |
| Portogallo                  | Elisa              | Medo de sentir              | Portoghese        | Festival da Canção 2020, 7 marzo 2020 | |
| Regno Unito                 | James Newman       | My Last Breath              | Inglese           | Interno; cantante e brano annunciati e presentati per il 27 febbraio 2020                                                                | |
| Repubblica Ceca             | Benny Cristo       | Kemama                      | Inglese           | Eurovision Song CZ 2020, 3 febbraio 2020                                                                                                 | Il brano è una versione modificata rispetto a quello che ha vinto la selezione nazionale.                                                                                |
| Romania                     | Roxen              | Alcohol You                 | Inglese           | Interno; cantante annunciata l'11 febbraio 2020; Selecția Națională 2020 per il brano, 1º marzo 2020                                     | Il brano è una versione modificata rispetto a quello che ha vinto la selezione nazionale.                                                                                |
| Russia                      | Little Big         | Uno                         | Inglese           | Interno; gruppo annunciato il 2 marzo 2020, brano presentato il 12 marzo 2020                                                            | Il brano contiene alcune parole in spagnolo. |
| San Marino                  | Senhit             | Freaky!                     | Inglese           | Interno; cantante annunciata il 6 marzo 2020; Digital Battle Eurovision per il brano, 9 marzo 2020                                       | |
| Serbia                      | Hurricane          | Hasta la vista              | Serbo             | Beovizija 2020, 1º marzo 2020 | Il brano contiene alcune parole in inglese e spagnolo. Il brano è una versione modificata rispetto a quello che ha vinto la selezione nazionale.                         |
| Slovenia                    | Ana Soklič         | Voda                        | Sloveno           | EMA 2020, 22 febbraio 2020 | Il brano è una versione modificata rispetto a quello che ha vinto la selezione nazionale.                                                                                |
| Spagna                      | Blas Cantó         | Universo                    | Spagnolo          | Interno; cantante annunciato il 5 ottobre 2019, brano annunciato il 21 gennaio 2020 e presentato il 30 gennaio 2020                      | |
| Svezia                      | The Mamas          | Move                        | Inglese           | Melodifestivalen 2020, 7 marzo 2020 | |
| Svizzera                    | Gjon's Tears       | Répondez-moi                | Francese          | Interno; artista e brano presentati il 4 marzo 2020                                                                                      | |
| Ucraina                     | Go_A               | Solovej                     | Ucraino           | Vidbir 2020, 22 febbraio 2020 | Il brano è una versione modificata rispetto a quello che ha vinto la selezione nazionale.                                                                                |

## Eventi online
Prima della cancellazione effettiva dell'evento a causa della pandemia di COVID-19, i pre-party previsti nei mesi di marzo e aprile, sono stati cancellati per lo stesso motivo.

### Eurovision Spain Pre-Party at Home
Dopo la cancellazione a causa della pandemia di COVID-19, gli organizzatori hanno annunciato che l'evento si sarebbe tenuto online, l'11 aprile 2020, dove ogni artista si è esibito in diretta da casa. Condotto da Barei (rappresentante della Spagna all'Eurovision Song Contest 2016), Blas Cantó (rappresentante della Spagna all'Eurovision Song Contest 2020 e 2021), Krista Siegfrids (rappresentante della Finlandia all'Eurovision Song Contest 2013) e Victor Escudero. Vi hanno partecipato:
- Australia
- Bielorussia
- Bulgaria
- Croazia
- Germania
- Irlanda
- Italia
- Lettonia
- Lituania
- Macedonia del Nord
- Moldavia
- Regno Unito
- Repubblica Ceca
- Romania
- San Marino
- Serbia
- Slovenia
- Svezia
- Svizzera
- Ucraina

Hanno partecipato inoltre: Lucía Pérez (rappresentante della Spagna all'Eurovision Song Contest 2011), Melani García (rappresentante della Spagna al Junior Eurovision Song Contest 2019), Soraya (rappresentante della Spagna all'Eurovision Song Contest 2009) e Zlata Ohnjevič (rappresentante dell'Ucraina all'Eurovision Song Contest 2013).

### Eurovision Home Concerts
Per sopperire alla cancellazione dell'evento e dei pre-eventi di promozione, l'Unione europea di radiodiffusione ha lanciato l'iniziativa denominata Eurovision Home Concerts, dove diversi artisti eurovisivi hanno la possibilità di cantare da casa sia il proprio brano che la cover di un eventuale altro brano, deciso dai fan della manifestazione tramite gli account social dell'Eurovision Song Contest. Fanno eccezione Helena Paparizou e Sergej Lazarev, che hanno cantato in coppia il brano di quest'ultimo, e Blas Cantó, Dana e i Secret Garden che hanno cantato solo i loro brani rispettivi.
| Episodio | Data           | Partecipanti                    | Brani                               |
| -------- | -------------- | ------------------------------- | ----------------------------------- |
| 1        | 3 aprile 2020  | Ryan O'Shaughnessy              | Together Think About Things         |
| 1        | 3 aprile 2020  | Rasmussen                       | Higher Ground Only Teardrops        |
| 1        | 3 aprile 2020  | Tamara Todevska                 | Proud Soldi                         |
| 1        | 3 aprile 2020  | Slavko Kalezić                  | Space Fuego                         |
| 2        | 10 aprile 2020 | Gjon's Tears                    | Répondez-moi Ne partez pas sans moi |
| 2        | 10 aprile 2020 | Jamala                          | 1944 Arcade                         |
| 2        | 10 aprile 2020 | Aksel Kankaanranta              | Looking Back Fairytale              |
| 2        | 10 aprile 2020 | Leonora                         | Love Is Forever Satellite           |
| 2        | 10 aprile 2020 | Vasil Garvanliev                | You Toy / My Number One             |
| 2        | 10 aprile 2020 | Montaigne                       | Don't Break Me Répondez-moi         |
| 2        | 10 aprile 2020 | Daði Freyr                      | Think About Things Lipstick         |
| 3        | 17 aprile 2020 | Lake Malawi                     | Friend of a Friend Say Na Na Na     |
| 3        | 17 aprile 2020 | Ulrikke                         | Attention Heroes                    |
| 3        | 17 aprile 2020 | Victor Crone                    | Storm Goodbye to Yesterday          |
| 3        | 17 aprile 2020 | Hurricane                       | Hasta la vista Qélé, qélé           |
| 3        | 17 aprile 2020 | Jeangu Macrooy                  | Grow Tears Getting Sober            |
| 3        | 17 aprile 2020 | Jalisse                         | Fiumi di parole Gente di mare       |
| 3        | 17 aprile 2020 | Uku Suviste                     | What Love Is Euphoria               |
| 3        | 17 aprile 2020 | Lesley Roy                      | Story of My Life Too Late for Love  |
| 3        | 17 aprile 2020 | Helena Paparizou Sergej Lazarev | You Are the Only One                |
| 4        | 24 aprile 2020 | KEiiNO                          | Spirit in the Sky Hatrið mun sigra  |
| 4        | 24 aprile 2020 | Ana Soklič                      | Voda Suus                           |
| 4        | 24 aprile 2020 | Eugent Bushpepa                 | Mall Silent Storm                   |
| 4        | 24 aprile 2020 | Pænda                           | Limits Love Injected                |
| 4        | 24 aprile 2020 | Elisa                           | Medo de sentir Waterloo             |
| 4        | 24 aprile 2020 | Stefania                        | Superg!rl You Let Me Walk Alone     |
| 4        | 24 aprile 2020 | Damir Kedžo                     | Divlji vjetre Euphoria              |
| 4        | 24 aprile 2020 | Victoria                        | Tears Getting Sober Arcade          |

| Episodio | Data           | Partecipanti       | Brani                                |
| -------- | -------------- | ------------------ | ------------------------------------ |
| 5        | 1º maggio 2020 | ZiBBZ              | Stones Nobody but You                |
| 5        | 1º maggio 2020 | Ben Dolic          | Violent Thing Beatiful Mess          |
| 5        | 1º maggio 2020 | Tom Leeb           | Mon alliée (The Best in Me) Arcade   |
| 5        | 1º maggio 2020 | Senhit             | Freaky! L'essenziale                 |
| 5        | 1º maggio 2020 | Sandro Nicolas     | Running Tonight Again                |
| 5        | 1º maggio 2020 | Roxen              | Alcohol You Undo                     |
| 5        | 1º maggio 2020 | VAL                | Da vidna Rhythm Inside               |
| 5        | 1º maggio 2020 | Samanta Tīna       | Still Breathing Shady Lady           |
| 5        | 1º maggio 2020 | Michael Schulte    | You Let Me Walk Alone Together       |
| 6        | 8 maggio 2020  | Hera Björk         | Je ne sais quoi Eres tú              |
| 6        | 8 maggio 2020  | Arilena Ara        | Fall from the Sky Satellite          |
| 6        | 8 maggio 2020  | The Mamas          | Move Toy                             |
| 6        | 8 maggio 2020  | Lea Sirk           | Hvala, ne! If Love Was a Crime       |
| 6        | 8 maggio 2020  | James Newman       | My Last Breath Birds                 |
| 6        | 8 maggio 2020  | Benny Cristo       | Kemama Violent Thing                 |
| 6        | 8 maggio 2020  | Efendi             | Cleopatra Drip Drop                  |
| 6        | 8 maggio 2020  | Suzy               | Quero ser tua A Million Voices       |
| 6        | 8 maggio 2020  | Jedward            | Lipstick Satellite                   |
| 6        | 8 maggio 2020  | SuRie              | Storm Hard Rock Hallelujah           |
| 6        | 8 maggio 2020  | Michela            | Chameleon Where I Am                 |
| 6        | 8 maggio 2020  | Paula Seling & Ovi | Playing With Fire Fairytale          |
| 6        | 8 maggio 2020  | Blas Cantó         | Universo                             |
| 7        | 15 maggio 2020 | Dami Im            | Sound of Silence Rise like a Phoenix |
| 7        | 15 maggio 2020 | Imri Ziv           | I Feel Alive Grande amore            |
| 7        | 15 maggio 2020 | Secret Garden      | Nocturne                             |
| 7        | 15 maggio 2020 | Go_A               | Solovej Dancing Lasha Tumbai         |
| 7        | 15 maggio 2020 | Yohanna            | Is It True? Euphoria                 |
| 7        | 15 maggio 2020 | Eimear Quinn       | The Voice Répondez-moi               |
| 7        | 15 maggio 2020 | Diodato            | Fai rumore Piove (Ciao Ciao Bambina) |
| 7        | 15 maggio 2020 | Dana               | All Kinds of Everything              |
| 7        | 15 maggio 2020 | Mélovin            | Under the Ladder Rise like a Phoenix |

### Eurovision Song Celebration 2020
Per onorare gli artisti e i brani di questa edizione, l'UER ha trasmesso uno spettacolo denominato Eurovision Song Celebration 2020, sul canale ufficiale YouTube della manifestazione il 12 e il 14 maggio, i giorni inizialmente previsti per le semifinali.
Lo spettacolo condotto da Janouk Kelderman, comprendeva i 41 brani dell'edizione in un format non competitivo, mostrando le esibizioni delle finali nazionali o i video musicali.
In entrambe le serate ci sono stati anche interventi di vari youtubers, che hanno proposto le loro impressioni e reazioni ai brani in gara.
Inoltre il tradizionale recap generale dei brani, è stato sostituito da un fan recap, dove i fan della manifestazione si sono esibiti sulle note del loro brano preferito.
I brani sono stati eseguiti seguendo l'ordine che i produttori dello show avevano deciso, nel caso lo spettacolo si fosse svolto regolarmente.
Prima parte
La prima parte è stata trasmessa il 12 maggio 2020, e ha riguardato i 17 paesi che avrebbero gareggiato nella prima semifinale, e i tre finalisti che avrebbero avuto diritto di voto: Germania, Italia e Paesi Bassi.
In degli intermezzi vari artisti hanno provato a reinterpretare il loro brano in un genere musicale differente, e hanno rivelato i loro tre brani eurovisivi preferiti.
Questa puntata dove era prevista la partecipazione dell'Ucraina, è stata trasmessa anche dall'emittente nazionale UA:PBC, sul canale UA:Peršyj il 14 maggio 2020.
Seconda parte
La seconda parte è stata trasmessa il 14 maggio 2020, e ha riguardato i 18 paesi che avrebbero gareggiato nella seconda semifinale, e i tre finalisti che avrebbero avuto diritto di voto: Francia, Regno Unito e Spagna.
In degli intermezzi vari artisti hanno provato a reinterpretare il loro brano nella propria lingua, e hanno mostrato attraverso un tour virtuale delle loro case, come vivono le loro giornate in quarantena.

## L'evento

### Semifinali
Digame aveva composto le urne nelle quali erano stati divisi gli Stati partecipanti, determinate in base allo storico delle votazioni. La loro composizione era stata così definita:
| Urna 1                                                                            | Urna 2                                                                      | Urna 3                                                                        | Urna 4                                                                  | Urna 5                                                                         |
| --------------------------------------------------------------------------------- | --------------------------------------------------------------------------- | ----------------------------------------------------------------------------- | ----------------------------------------------------------------------- | ------------------------------------------------------------------------------ |
| - Albania - Austria - Croazia - Macedonia del Nord - Serbia - Slovenia - Svizzera | - Australia - Danimarca - Estonia - Finlandia - Islanda - Norvegia - Svezia | - Armenia - Azerbaigian - Bielorussia - Georgia - Moldavia - Russia - Ucraina | - Bulgaria - Cipro - Grecia - Malta - Portogallo - Romania - San Marino | - Belgio - Irlanda - Israele - Lettonia - Lituania - Polonia - Repubblica Ceca |

Il 28 gennaio 2020 al municipio di Rotterdam si era svolto il sorteggio (presentato da Chantal Janzen, Edsilia Rombley e Jan Smit) per determinare in quale metà della semifinale si sarebbero esibiti gli Stati sorteggiati e la semifinale in cui avrebbero avuto il diritto di voto gli Stati già qualificati alla finale. Nel sorteggio era stato, inoltre, esplicitato che la prima semifinale sarebbe stata composta da 17 stati e la seconda da 18 e che l'ordine di esibizione esatto sarebbe stato stabilito dalla produzione del programma e approvata dal supervisore UER del programma e dal Gruppo di Controllo. In base all'esito del sorteggio, le semifinali risultavano quindi così composte:

Stati partecipanti alla prima semifinale
Stati con diritto di voto nella prima semifinale
Stati partecipanti alla seconda semifinale
Stati con diritto di voto alla seconda semifinale

     Stati partecipanti alla prima semifinale
     Stati con diritto di voto nella prima semifinale
     Stati partecipanti alla seconda semifinale
     Stati con diritto di voto alla seconda semifinale
| 1ª semifinale 12 maggio 2020                                                     | 1ª semifinale 12 maggio 2020                                            | 2ª semifinale 14 maggio 2020                                                      | 2ª semifinale 14 maggio 2020                                                      |
| -------------------------------------------------------------------------------- | ----------------------------------------------------------------------- | --------------------------------------------------------------------------------- | --------------------------------------------------------------------------------- |
| Macedonia del Nord Bielorussia Lituania Svezia Slovenia Australia Irlanda Russia | Norvegia Cipro Croazia Azerbaigian Malta Israele Ucraina Romania Belgio | Austria Moldavia Polonia San Marino Serbia Islanda Repubblica Ceca Grecia Estonia | Danimarca Bulgaria Svizzera Finlandia Armenia Lettonia Georgia Portogallo Albania |
| Con diritto di voto: Germania Italia Paesi Bassi                                 | Con diritto di voto: Germania Italia Paesi Bassi                        | Con diritto di voto: Francia Spagna Regno Unito                                   | Con diritto di voto: Francia Spagna Regno Unito                                   |

#### Prima semifinale
La prima semifinale si sarebbe dovuta svolgere il 12 maggio 2020 alle 21:00 CEST; vi avrebbero gareggiato 17 paesi e avrebbero votato anche Germania, Italia e Paesi Bassi.
| N° | Stato              | Cantante         | Canzone          |
| -- | ------------------ | ---------------- | ---------------- |
| 01 | Svezia             | The Mamas        | Move             |
| 02 | Bielorussia        | VAL              | Da vidna         |
| 03 | Australia          | Montaigne        | Don't Break Me   |
| 04 | Macedonia del Nord | Vasil Garvanliev | You              |
| 05 | Slovenia           | Ana Soklič       | Voda             |
| 06 | Lituania           | The Roop         | On Fire          |
| 07 | Irlanda            | Lesley Roy       | Story of My Life |
| 08 | Russia             | Little Big       | Uno              |
| 09 | Belgio             | Hooverphonic     | Release Me       |
| 10 | Malta              | Destiny          | All of My Love   |
| 11 | Croazia            | Damir Kedžo      | Divlji vjetre    |
| 12 | Azerbaigian        | Efendi           | Cleopatra        |
| 13 | Cipro              | Sandro Nicolas   | Running          |
| 14 | Norvegia           | Ulrikke          | Attention        |
| 15 | Israele            | Eden Alene       | Feker libi       |
| 16 | Romania            | Roxen            | Alcohol You      |
| 17 | Ucraina            | Go_A             | Solovej          |

#### Seconda semifinale
La seconda semifinale si sarebbe dovuta svolgere il 14 maggio 2020 alle 21:00 CEST; vi avrebbero gareggiato 18 paesi e avrebbero votato anche Francia, Spagna e Regno Unito.
Questa semifinale avrebbe dovuto essere aperta da una performance del ballerino olandese di breakdance Redo.
| N° | Stato           | Cantante           | Canzone             |
| -- | --------------- | ------------------ | ------------------- |
| 01 | Grecia          | Stefania           | Superg!rl           |
| 02 | Estonia         | Uku Suviste        | What Love Is        |
| 03 | Austria         | Vincent Bueno      | Alive               |
| 04 | Moldavia        | Natalia Gordienko  | Prison              |
| 05 | San Marino      | Senhit             | Freaky!             |
| 06 | Repubblica Ceca | Benny Cristo       | Kemama              |
| 07 | Serbia          | Hurricane          | Hasta la vista      |
| 08 | Polonia         | Alicja             | Empires             |
| 09 | Islanda         | Daði & Gagnamagnið | Think About Things  |
| 10 | Svizzera        | Gjon's Tears       | Répondez-moi        |
| 11 | Danimarca       | Ben & Tan          | Yes                 |
| 12 | Albania         | Arilena Ara        | Fall from the Sky   |
| 13 | Finlandia       | Aksel Kankaanranta | Looking Back        |
| 14 | Armenia         | Athīna Manoukian   | Chains on You       |
| 15 | Portogallo      | Elisa              | Medo de sentir      |
| 16 | Georgia         | Tornik'e Kipiani   | Take Me as I Am     |
| 17 | Bulgaria        | Victoria           | Tears Getting Sober |
| 18 | Lettonia        | Samanta Tīna       | Still Breathing     |

### Finale
La finale si sarebbe dovuta svolgere il 16 maggio 2020 alle 21:00 CEST; vi avrebbero gareggiato 26 paesi di cui:
- i primi 10 qualificati durante la prima semifinale;
- i primi 10 qualificati durante la seconda semifinale;
- i 5 finalisti di diritto, i cosiddetti Big Five, ovvero Francia, Germania, Italia, Regno Unito e Spagna;
- i Paesi Bassi, paese ospitante.

Il 9 marzo 2020, in seguito a un sorteggio, era stato stabilito che i Paesi Bassi, lo stato organizzatore, si sarebbero esibiti al 23º posto.
Per l'occasione, tutti i cantanti che hanno rappresentato i Paesi Bassi all'Eurovision Song Contest erano stati invitati alla serata finale.
Durante la finale dell'Eurovision Song Contest 2020 a Rotterdam, un'orchestra sinfonica composta da giovani musicisti avrebbe dovuto prendere parte ad un'esibizione speciale.
La musica che avrebbe dovuto essere usata per la parata iniziale doveva essere prodotta da Pieter Gabriel (dj e produttore olandese di 15 anni) e da Eric van Tijn (direttore musicale di questa edizione).
Negli Interval acts si sarebbero dovuti esibire: Gigliola Cinquetti con Non ho l'età (per amarti), Lenny Kuhr con De troubadour, Getty Kaspers con Ding-a-Dong, Sandra Kim con J'aime la vie, Paul Harrington e Charlie McGettigan con Rock 'n' Roll Kids, Alexander Rybak con Fairytale e Duncan Laurence con Arcade. Si sarebbero dovuti esibire, inoltre, il dj olandese Afrojack, insieme a 65 musicisti, e Glennis Grace (rappresentante dei Paesi Bassi all'Eurovision Song Contest 2005).
| N° | Stato       | Cantante       | Canzone                     |
| -- | ----------- | -------------- | --------------------------- |
| 23 | Paesi Bassi | Jeangu Macrooy | Grow                        |
| —  | Francia     | Tom Leeb       | Mon alliée (The Best in Me) |
| —  | Germania    | Ben Dolic      | Violent Thing               |
| —  | Italia      | Diodato        | Fai rumore                  |
| —  | Regno Unito | James Newman   | My Last Breath              |
| —  | Spagna      | Blas Cantó     | Universo                    |

## OGAE 2020
L'OGAE 2020 è la classifica stilata da gruppi dell'OGAE, organizzazione internazionale che consiste in un network di oltre 40 fan club del Contest di vari Paesi europei e non. Come ogni anno, i membri dell'OGAE hanno avuto l'opportunità di votare dal 29 marzo al 30 aprile per la loro canzone preferita, inoltre per la prima volta in assoluto, anche i non iscritti hanno potuto esprimere la loro preferenza attraverso un voto online e i risultati sono stati annunciati il 16 maggio 2020.
| Posizione | Paese    | Cantante           | Canzone             | Punti |
| --------- | -------- | ------------------ | ------------------- | ----- |
| 1         | Lituania | The Roop           | On Fire             | 770   |
| 2         | Islanda  | Daði & Gagnamagnið | Think About Things  | 634   |
| 3         | Svizzera | Gjon's Tears       | Répondez-moi        | 620   |
| 4         | Bulgaria | Victoria           | Tears Getting Sober | 401   |
| 5         | Italia   | Diodato            | Fai rumore          | 380   |

*La tabella raffigura la somma dei punti del voto online e di 43 OGAE club, con un club (OGAE Montenegro) assente alla votazione di questo sondaggio.

## Paesi non partecipanti
- Andorra: l'emittente RTVA si era detta disposta ad una collaborazione con l'emittente televisiva catalana TV3 per un eventuale ritorno, annunciando però il 22 maggio 2019 la non partecipazione all'edizione 2020.[117][118]
- Catalogna: dopo aver ricevuto il via libera dal parlamento catalano,[119] l'emittente TVC ha avviato l'iter di richiesta per entrare a far parte dell'UER. Nonostante la Catalogna sia una comunità autonoma della Spagna, l'UER si era detta disposta a discutere la sua adesione e ciò ne avrebbe permesso la partecipazione nell'edizione 2020.[120] Tuttavia, l'8 luglio 2019 è stato confermato che la richiesta d'adesione della comunità autonoma è stata rifiutata, rendendo impossibile il debutto alla manifestazione.[121]
- Bosnia ed Erzegovina: Lejla Babović, capo della delegazione bosniaca, ha confermato che il loro obiettivo principale è ritornare in gara, tuttavia la situazione finanziaria dell'emittente BHRT e i debiti verso l'UER sono un ostacolo alla partecipazione della nazione balcanica.[122] Il 9 luglio 2019 ha confermato la non partecipazione all'edizione 2020.[123]
- Kazakistan: il 6 settembre 2019 l'UER aveva annunciato che il paese non sarebbe stato invitato a partecipare all'edizione 2020, rendendo impossibile il debutto alla manifestazione.[124]
- Kosovo: Mentor Shala, direttore generale di RTK, aveva confermato che lo stato avrebbe potuto prendere parte alla manifestazione nel caso in cui l'UER avesse accettato l'emittente come suo membro effettivo. Tuttavia, il 29 luglio 2019 era stato confermato il rifiuto della richiesta d'adesione, rendendo impossibile il debutto alla manifestazione.[125][126]
- Lussemburgo: nonostante la vincitrice del 1973, Anne-Marie David, avesse inviato una petizione all'emittente RTL e alla Camera dei deputati lussemburghese,[127] il 23 luglio 2019 RTL aveva confermato il suo non ritorno per l'edizione 2020.[128]
- Montenegro: nonostante un'iniziale conferma,[129] il 13 novembre 2019, l'UER aveva reso noto il ritiro del paese dalla competizione.[25] Il budget per la partecipazione alla manifestazione sarà utilizzato per l'acquisto di nuovi autoveicoli per lo staff della RTCG.[130]
- Principato di Monaco: il 6 agosto 2019 TMC aveva confermato che il principato non sarebbe tornato a partecipare nell'edizione 2020.[131]
- Slovacchia: il 5 giugno 2019 l'emittente RTVS aveva confermato che il paese non sarebbe tornato a partecipare, per lo scarso interesse nei confronti della manifestazione.[132]
- Turchia: il manager di TRT, İbrahim Eren, aveva confermato che la Turchia non avrebbe preso parte all'edizione 2020, criticando la perdita di valori del concorso e il sistema di voto.[133]
- Ungheria: nell'ottobre 2019, l'emittente ungherese MTVA aveva annunciato che A Dal, utilizzato come processo di selezione del partecipante ungherese dal 2012, non sarebbe stato utilizzato nell'edizione 2020, per concentrarsi sul supportare la scena musicale pop ungherese.[134] Il 13 novembre 2019, l'UER conferma ufficialmente il ritiro del paese dalla competizione.[25]

## Trasmissione dell'evento e commentatori
- Australia: l'evento avrebbe dovuto essere trasmesso su SBS.[135]
- Canada: l'evento avrebbe dovuto essere trasmesso su OMNI Television.[136]
- Germania: le semifinali avrebbero dovuto essere trasmesse su One e la finale su Das Erste e Deutsche Welle, con il commento di Peter Urban e di Michael Schulte (rappresentante dello Stato nell'edizione 2018).[137]
- Grecia: l'intero evento avrebbe dovuto essere trasmesso su ERT con il commento di Maria Kozakou e Giorgos Kapoutzidis.[138]
- Israele: l'intero evento avrebbe dovuto essere trasmesso su Kan 11 con il commento di Asaf Liberman e Geula Even-Sa'ar.[139]
- Italia: le due semifinali avrebbero dovuto essere trasmesse su Rai 4 e la finale su Rai 1 e su Rai Radio 2.[140]
- Regno Unito: le due semifinali avrebbero dovuto essere trasmesse su BBC Four con il commento di Scott Mills e Rylan Clark-Neal, mentre la finale sarebbe dovuta andare in onda su BBC One con il commento di Graham Norton.[141][142]
- Stati Uniti: l'intero evento avrebbe dovuto essere trasmesso sulla piattaforma streaming Netflix.[143]